# Hello new me
「Hello new me」（ハロー・ニュー・ミー）は、浜崎あゆみのデジタル・ダウンロードシングル。

## 解説
- シングルとしては、「Feel the love/Merry-go-round」以来、約5ヶ月ぶりとなり、デジタルシングルとしては、1月にリリースした「Pray」から約3ヶ月というハイペースとなった。
- 4月17日より放送のフジテレビ系テレビドラマ『続・最後から二番目の恋』の主題歌として書き下ろされたもの。同ドラマに起用されるのは、第1期「how beautiful you are」以来2度目で、約3年ぶりの起用となった[1]。

## 収録曲
1. Hello new me [4:16]
作詞：ayumi hamasaki / 作曲：Kunio Tago / 編曲：Yuta Nakano
フジテレビ系テレビドラマ「続・最後から二番目の恋」主題歌

## 収録アルバム
- 『Colours』
- 『A THEME SONGS -Drama edition-』

## 収録ライブ映像
- 『ayumi hamasaki PREMIUM SHOWCASE 〜Feel the love〜』